# Bavor II. ze Strakonic
Bavor II. „Veliký“ (c. 1220 – 1279) byl feudálním pánem Strakonic a purkrabím Zvíkova. Byl synem Bavora I., jeho sestrou byla Domaslava, provdaná v roce 1256 za Jindřicha z Lichtenburka.

## Život
V době smrti otce Bavora I. byl pravděpodobně nezletilý. Jako syn královského komorníka byl dán na vychování ke královskému dvoru. Písemně je poprvé uveden při slavnostním založení nového cisterciáckého opatství Zlatá Koruna v roce 1263. Od roku 1267 svědčil v listinách krále Přemysla Otakara II. Doprovázel jej i na cestách. Oženil se v roce 1269 s královou nemanželskou dcerou Anežkou. Ta byla v roce 1261 legitimizovaná jako panovníkova dcera. Měli spolu tři syny a tři dcery. Na královské listině ze 4. července 1269 již byl uveden mezi předními muži království.
Po roce 1270 se vrátil do Strakonic. Přestavěl hradní palác a na jihozápadním nároží nechal vystavět  čtyřhrannou obytnou věž. Západní a severní stranu opevnil novou kamennou hradbou. Johanitská část strakonického hradu nebyla opravována. Nepatřil k podporovatelům johanitského řádu.
V roce 1274 je doložen prodej vesnic mezi Vítkovci s Bavorovci. Bavor II. se stal purkrabím na Zvíkově. Od roku 1276 rod Vítkovců otevřeně vystoupil proti králi. Bavor II. byl v roce 1277 jmenován královským maršálkem. Od této doby prodléval na královském dvoře častěji. Jako svědek působil na listinách v Praze a naposledy v Litoměřicích. V roce 1278 v bitvě na Moravském poli král padl. Většina šlechticů byla zajata a snad byl zajat i Bavor II.
Poslední listina, na které je zmiňován pochází z 16. října 1279. Johanitskému řádu daroval pět domovních pozemků v Horažďovicích náhradou za půdu, kterou jim odebral při stavbě příkopů kolem města. O jeho smrti se nedochovaly přesné informace. Měl tři syny – dědice Bavora III, Mikuláše a Viléma.